# Ridgwayia pinicola
El zorzal azteca (Ridgwayia pinicola), también conocido como mirlo pinto, es una especie de ave paseriforme de la familia Turdidae. Es la única especie del género Ridgwayia. Es endémica de México, pero ocasionalmente se ve vagabundeando en Estados Unidos. Su hábitat natural son los bosques húmedos y montanos. El nombre del género conmemora al ornitólogo estadounidense Robert Ridgway.

## Subespecies
Se reconocen dos subespecies:
- R. p. maternalis (A. R. Phillips, 1991)
- R. p. pinicola (P. L. Sclater, 1859)